# 페르디난도 1세 (나폴리)
페르디난도 1세 디 나폴리와 이후의 나폴리의 군주인 양시칠리아의 페르디난도 1세 혼동을 주의하십시오.
페르디난도 1세 디 나폴리(이탈리아어: Ferdinando I di Napoli, 1423년 6월 2일 - 1494년 1월 25일)는 1458년부터 1494년까지의 나폴리의 군주이며, 페란테(Ferrante), 페란도(Ferrando) 라고도 불린다. 그는 아라곤 국왕 알폰소 5세와 그의 정부(情婦) 지랄도나 카릴리노(Giraldona Carlino) 사이에서 태어난 사생아다.

## 생애
페르디난도의 장래를 위하여, 알리폰소 5세는 1444년에 그를 코페르티노 백작이자 트리스탕 드 클레르몽과 타란토의 조반니 안토니오 델 발초 오르시니의 질녀이자 계승자였던 카테리나 델 발초 오르시니 사이에서 태어난 장녀인 영주 계승자였던 이사벨라 디 타란토와 혼인시킨다. 그녀는 1406년에서 1414년 사이 나폴리 여왕이였던 마리 덩기엉의 손녀이다. 페르디난도의 아내는 또한 남부 이탈리아의 상당한 영지의 계승자이기도 하였다.
그는 나폴리와 예루살렘의 군주로서 페르디난도 1세 라는 칭호를 사용했다. 그의 아버지의 뜻에 따라, 그의 나이 35세였던 1458년에 알폰소의 왕좌를 계승하였다. 하지만 교황 갈리스토 3세는 아라곤 왕가가 단절되고 왕국을 교회의 봉토로 함을 선언하였다. 갈리스토가 사망하기 전, 그는 권리를 얻어내었으며(1458년 8월), 신임 교황 비오 2세는 그 해에 페르디난도의 직위를 공개적으로 인정하였다.
1459년, 페르디난도의 통치는 남작들의 반란으로 위협을 받았었다. 반란의 주동자는 타란토 후작이자 페르디난도의 아내의 삼촌인 조반니 안토니오 오르시니였다. 반란자들은 옛 국왕이였던 르네의 아들인 장 2세 드 로렌의 왕위 계승 제안에 동참했었다. 제노바의 도움으로, 장 2세는 함대를 빌려 상륙한 뒤, 노체라(Nocera)를 포함한 일부 도시들을 서서히 점령하였다. 1460년 7월 7일, 페르디난도는 베수비오 산 남쪽 사르노(Sarno) 강 입구에 근처 평야에서 벌어진 사르노 전투 당시 장 2세에게 패배하고 말았다. 페르디난도는 붙잡힌 뒤, 20명의 경호원과 함께 겨우 탈출하였다. 교황과 밀라노 공작은 우르비노 백작과 알레산드로 스포르차가 지휘하는 지원군을 보냈지만 이들이 도착했을 때는 전투가 끝난 후였고, 그들도 산파브리아노(San Fabriano)에서 장 2세의 동맹 피치니노에게 괴멸되었다.
캄파니아에 대다수의 요새들의 항복을 받아냈음에도, 장 2세는 즉시 나폴리로 진군하지 않았고 페르디난도와 그의 아내 이사벨라는 나폴리를 지녔고 있었기에 서서히 그들의 입지를 회복하였다. 이사벨라는 오르시니 가문에게 장 2세와 제노바 측에 도움을 받는 조반니 안토니오 오르시니를 설득을 위한 책임이 있었기에 나섰다. 교황령과 밀라노, 그의 아버지가 도움을 주어 도움을 주러 온 알바니아의 군주 스칸데르베그는 군대를 보내었으며, 1462년 8월 18일 트로이아(Troia)에서 장의 군대를 격퇴시켜냈다. 장의 함대는 1465년 7월 페르디난도와 아라곤의 국왕 후안 2세 연합군에 의해 마침내 와해되었다. 1464년에 페르디난도는 일부 남작들의 반발이 남아있음에도, 그의 왕국에 권위를 다시 세웠다.
1478년 그는 로렌초 데 메디치에 대항하여 스스로 교황 식스토 4세와 동맹을 맺었지만, 로렌초가 홀로 나폴리로 가 페르디난도와 평화 협상에 성공을 시켜냈다.

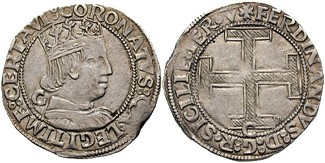
페르디난도 1세가 새겨진 주화

페르디난도와 그의 후계자의 핵심 공국으로서의 타란토의 본래 의도는 더 이상 오래가지 못 하였지만, 1463년에 그의 아내가 삼촌 조반니 안토니오 델 발초 오르시니의 계승자로서 부유한 타란토, 레체와 아풀리아의 영지를 계승하면서, 여전히 페르디난도의 권력과 지위의 원천이였다. 이사벨라는 또한 예루살렘 왕국의 브리엔의 소유권자가 되었다. 페르디난도의 아내 이사벨라는 1465년에 사망하였으며, 1476년에 페르디난도는 사촌 추아나 다라곤과 재혼한다.
1480년에 메흐메트 2세 하의 오스만 튀르크군이 오트란토(Otranto)를 점령하여 주민들을 학살했지만 다음 해 칼라브리아 백작인 알폰소 왕자(페르디난도 1세의 아들)가 탈환했다. 1482년 교황령에 있던 그의 전통적인 성기사의 위치를 포기하고, 그는 페라라와 밀라노와 함께 식스토 4세와 그의 동맹 베네치아 공화국에 맞써 싸웠다.(페라라 전쟁 보기)

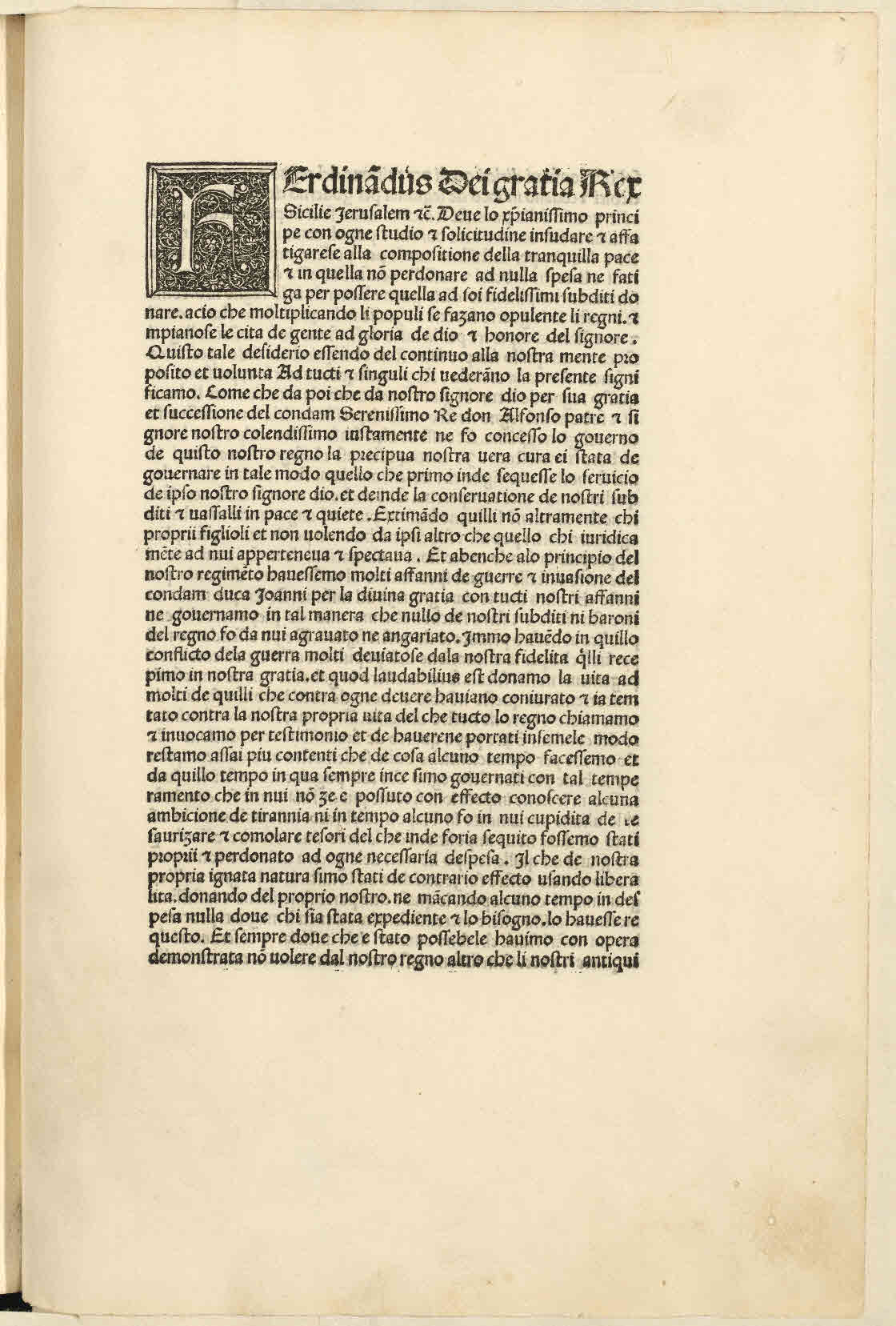
Esortazione di insorgere contro i baroni ribelli, 1486

1485년에 페르디난도의 억압적인 정부는 교황 인노첸시오 8세의 지원을 받는 프란체스코 코폴라(Francesco Coppola), 살레르노의 안토넬로 산세베리노(Antonello Sanseverino) 등이 연루된 귀족 반란을 일으키게 하였다. 코폴라와 안토넬로 페트루치는 카스텔 누오보에서 열린 결혼식 중에 체포되었으며, 그후 처형되었다. 궁극적으로 이 반란은 끝이났으며, 많은 수의 귀족들을 페르디난도가 관대하게 사면하였음에도, 그 뒤에 그의 명령으로 체포하여 처형시켰다.
1491년 12월 페르디난도는 성지에서 돌아오던 순례자들 무리를 맞이하였다. 이 무리는 헤센 백작 빌헬름 1세가 이끌고 있었다.
밀라노의 루도비코 스포르차의 부추김으로, 1493년 프랑스의 샤를 8세가 나폴리 정복을 위한 이탈리아 침입 준비를 하였고 이탈리아 전쟁을 시작하였으며, 페르디난도는 이것이 지금까지 그가 맞딱뜨린 그 어떤 위협보다 가장 위험함을 깨달았다. 그는 타고난 직감으로 이탈리아의 대공들에게 경고를 하였지만, 교황 알렉산데르 6세, 루도비코 스포르차와의 그의 협상은 결렬되고 말았다.

## 사망
1494년 1월 25일에 사망하였고, 아들 알폰소 2세가 계승하였다. 페르디난드 1세의 사망 원인은 그의 미라화된 시신을 통해 2006년에 대장암으로 밝혀졌다. 그의 시신에는 탄소 13, 질소 15가 있어, 역사적 사료에서 그가 육류를 많이 섭취했다는 것과 일치한다.

## 페르디난도의 명성

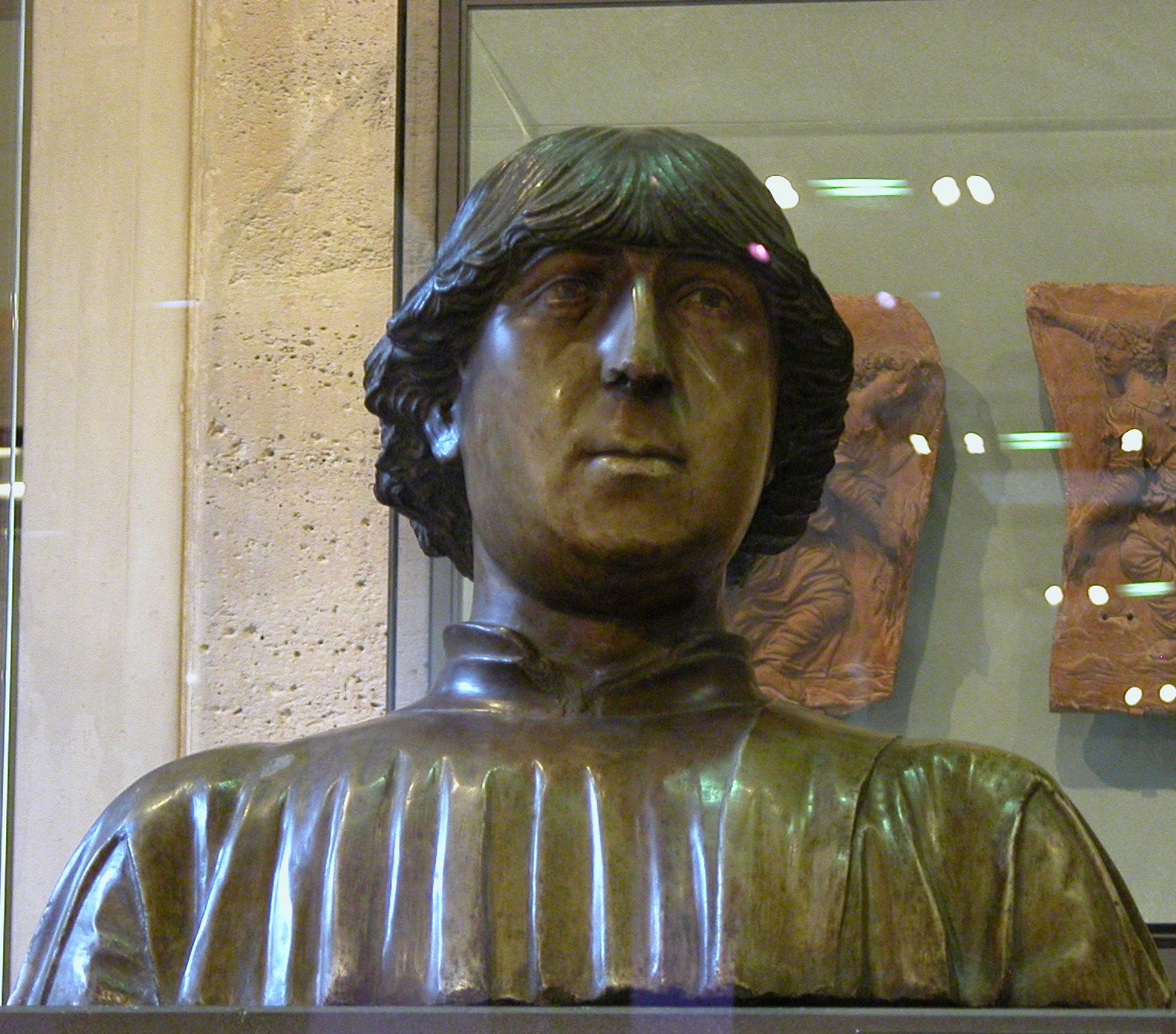
페르디난도 1세의 흉상

브리태니커 백과사전 제11판에 따르면, "페르디난도는 뛰어난 용기와 정치 능력에 재능이 있었지만, 그의 정부 체계는 잔인하고 형편없었다. 그의 재정 관리력은 강압적이고 부정한 독점을 바탕으로 하였으며, 그의 적들을 무자비하게 다루었다."
페르디난도는 특히 다른 통치자들로부터 그의 왕국의 중요성 때문에 많은 적들을 두었는데, 그는 조금이라도 위협이 감지된다면 무자비하게 다루었다. 그는 심지어 교황이 자신의 지위를 확보시켜주지 못하다는 것을 깨닫고 교황 알렉산데르 6세를 상대로 모종의 음모를 계획하기도 하였다.

## 결혼과 자녀
페르디난도는 두 차례 혼인을 했다.
- 처음은 1444년에 이사벨라 디 타란토와 하였다. 이사벨라는 코페르티노 백작이자 트리스탕 드 클레르몽과 타란토의 조반니 안토니오 델 발초 오르시니의 질녀이자 계승자였던 카테리나 델 발초 오르시니 사이에서 태어난 딸이다. 그녀는 1465년에 사망했다. 그들 사이에 6명의 자식을 두었다:
  - 알폰소 2세 디 나폴리 (1448년 11월 4일 – 1495년 12월 18일).
  - 엘레오노라 다라고나 (1450년 6월 22일 – 1493년 10월 11일) : 그녀는 페라라 공작 에르콜레 1세 데스테의 아내이자 이사벨라 데스테와 베아트리체 데스테의 어머니이다.
  - 페데리코 1세 디 나폴리 (1452년 4월 19일 – 1504년 11월 9일) - 1596년부터 1501년까지 나폴리 국왕이였다. 폐위당하였다.
  - 조반니 디 나폴리 (1456년 6월 25일 – 1485년 10월 17일) : 나중에 타란토 대주교가 되었고, 추기경이자 에스테르곰 대주교 (1480–1485)였다.
  - 베아트리체 다라고나 (1457년 9월 14일/11월16일 – 1508년 9월 23일) : 헝가리 국왕 후녀디 마차시의 왕비이자 이후 보헤미아와 헝가리 국왕 울라슬로 2세의 왕비이다.
  - 산탄젤로(Sant Angelo) 공작 프란체스코 디 나폴리(1461년 12월 16일 – 1486년 10월 26일).
- 그는 조반나 디 트라스타마라 (1454년 – 1517년 1월 9일)와 재혼한다. 그는 후안 2세 데 아라곤과 그의 둘째 부인 후아나 엔리케스 사이에 태어났다. 그녀는 아라곤 국왕 페르난도 2세의 친자매이자 불운한 대공 카를로스 데 비아나의 배다른 자매이다. 후아나와 페르디난도 1세는 1476년 9월 14일에 혼인하였고 자식 두 명을 두었다:
  - 조반나 다라고나 (1478년 –married 1496 - 27 August 1518년) : 페르디난도 1세의 아들인 알폰소 2세 디 나폴리의 아들인 페르디난도 2세 디 나폴리의 왕비 (1469–1496)이다. 그들 사이에 자식은 없었다.
  - 카를로 디 나폴리 (1480년–1486년).

페르디난도는 또한 여러 사생아들이 있었다:
- 그의 정부이자 나폴리 왕국의 귀족 가문 일원인 디아나 과르다토 사이에서:
  - 페르디난도 다라고나 : 초대 몬탈토 공작이며, 첫 번째 결혼을 안나 산세베리노와 재혼을 카스텔라나 데 카르도나와 하였다.
  - 마리아 다라고나(Maria d'Aragona) : 교황 비오 2세의 조카이자 교황 비오 3세의 형제인 아말피 공작 안토니오 토데스키니 피콜로미니와 혼인하였다.
  - 조반나 다라고나(Giovanna d' Aragona) : 교황 식스토 4세의 조카이자 교황 율리오 2세의 형제인 아르체와 소라 공작인 레오나르도 델라 로베레와 혼인하였다.
- 정부 에울라리아 라비냐노 사이에서:
  - 마리아 다라고나(Maria d'Aragona) : 잔 조르다노 오르시니와 혼인함.
- 정부 조반나 카라초올로 사이에서:
  - 페르디난도 다라고나(Ferdinand d'Aragona) : 아르세나(Arsena) 백작.
  - 아리조 다라고나(Arrigo d'Aragona) : ,게라체(Gerace) 백작.
  - 체사레 다라고나(Cesare d'Aragona) : 산타아가타(Santa Agata) 백작.
  - 레오노라 다라고나(Leonor d'Aragona).
  - 아라곤의 사생아 알론소(Alonso, 1460–1510) : 키프로스 국왕 자크 2세 드 뤼지냥의 딸 샤를라 드 뤼지냥(Charla de Lusignan (1468 – 1480)과 혼인.
- 루크레치아 다라고나(Lucrezia d'Aragona) : 조반나 카라초올로 또는 에울라리아 라비냐노의 딸이며, 알타무라 대공 오노라토 3세의 대공비이다.